# Schritt (Einheit)
Der Schritt und der Doppelschritt sind Längeneinheiten, die es wie den Fuß in vielen Nationen gegeben hat, oder – wie das angloamerikanische Yard – noch gibt.

## Schritt
Der Schritt als Maß leitet sich in Europa vom römischen gradus ab, der 2 1⁄2 pedes maß, also etwas mehr als 74 cm. Im deutschsprachigen Raum entsprach der Schritt meist zwischen 71 und 75 Zentimetern. Eine genaue Definition gab es nicht mehr, da derartige Maße zum Teil von der Fußgröße des jeweils herrschenden Fürsten abgeleitet wurden und manchmal zwei, manchmal drei Fuß entsprach. Innerhalb des Heiligen Römischen Reichs, also dem deutschen Kaiserreich, waren Maßeinheiten von Fürstentum zu Fürstentum verschieden.
Einzelne Maße für den Schritt
- China: 1 Bu = 5 Feldmesserfuß = 1,5689 Meter
- Treviso: 1 Passo = 5 Piedi/Fuß = 2,0405275 Meter
- Dalmatien: 1 Passo = 5 Piedi/Fuß= 10 Quarte = 1,73867 Meter
- Ragusa: 1 Passo = 4 Braccia = 2,0502 Meter
- Reval: 1 Schritt = 3 Fuß (russisch) = 0,91438 Meter
- Kastilien: 1 Passo = 1 2⁄3 Varas = 1,393175 Meter
- Kuba: 1 Paso = 1 2⁄3 Varas = 1,42283 Meter

In Neapel galten zwei Maße für die Einheit Schritt
- 1 Passo itinerario = 7 Palmi = 1,85185 Meter
- 1 Passo agrario/Ackerschritt = 7 1⁄3 Palmi = 1,9400 Meter

und in Lissabon hatte der Schritt
- 1 Passo geométrico = 1 1⁄2 Varas = 7 1⁄2 Palmos = 60 Pollegadas = 1,65 Meter (1 13⁄20 Meter)

In Preußen betrug der Schritt zwischen den Jahren 1857 und 1871:
- 1 Schritt = 2,4 Fuß (rheinische) = 75,32 Zentimeter[4]

## Doppelschritt
Der römische passus (Doppelschritt) betrug 2 gradūs oder knapp 1 1⁄2 m, 1000 passūs ergaben die Meile (mille passuum). Dieser Doppelschritt (also von einem Aufsetzen eines Fußes bis zum nächsten Aufsetzen desselben Fußes) war und ist noch heute das Grundmaß des militärischen Schritttempos. Heute sind für den (Doppel)Schritt je nach nationalem Gebrauch Längen zwischen 80 und 160 cm üblich, sodass die Parademarschgeschwindigkeit im Gleichschritt bei gleicher Schrittfrequenz in jedem Land etwas unterschiedlich ist.
Darüber hinaus gibt es einige Anwendungen, in denen zwar offiziell meterbasierte Einheiten verwendet werden, viele Standardwerte aber einen auf Schritt basierenden Ursprung haben. So stehen an Straßen die Verkehrszeichen/Baken „Bahnübergang voraus“ in 80, 160 bzw. 240 m Entfernung – eigentlich im Abstand 100, 200 bzw. 300 Schritt, da die Eisenbahn schon vorhanden war, bevor der Meter in Deutschland gesetzliche Längeneinheit wurde.